# گوسج سنت مایکل
گوسج سنت مایکل (به انگلیسی: Gussage St Michael) یک روستا و محله مدنی در بریتانیا است که در East Dorset واقع شده‌است. گوسج سنت مایکل ۲۱۹ نفر جمعیت دارد.